# Craig Bohmler
Craig Bohmler (narozen 1956, Houston) je americký klavírista a hudební skladatel a dirigent. Je autorem písní, sborů, muzikálů a oper. Jeho opery uváděly a uvádějí scény Houston Grand Opera, Opera San Jose a The Banff Centre, Alberta, Kanada. Dlouhodobě spolupracuje s komorním orchestrem San Jose Chamber Orchestra. Žije v Phoenixu.

## Dílo

### Muzikály
- Enter the Guardsman[3]
- 1991 - Gunmetal Blues[4][5]
- Mountain Days

### Opery
- The Tale of the Nutcracker
- 1993 - The Achilles Heel, dětská opera o jednom jednání, libreto: Mary Carol Warwick, premiéra 22. únor 1993, Houston Grand Opera Studio.[6]
- 2017 - Riders of the Purple Sage (Jezdci z purpurových stepí), opera o třech dějstvích na motivy románu Zane Graye. Libreto Steven Mark Kohn, Světová premiéra v Arizona Opera, Tucson & Phoenix, Osoby a obsazení: Jane Withersteen (Laura Wilde), Lassiter (Joshua Jeremiah), Bern Venters (Joshua Dennis), Bess (Amanda Opuszynski), Biskup Dyer (Kristopher Irmiter), Starší mormonské církve Tull (Keith Phares), Judkins (Hugo Vera), Zloději dobytka (John Kraft, Vassilios Makavos). Sbor a orchestr opery v Arizoně. Dirigent: Joseph Mechavich.[7][8]